# Морелли, Этьенн-Габриэль
Этьенн-Габриэль Морелли (фр. Etienne-Gabriel Morelly; 1717 или 1718 — после 1778) — французский мыслитель XVIII века.

## Биография
О Морелли мало что известно. Считается, что он жил в городке Витри-ле-Франсуа и работал учителем. С именем Морелли связаны восемь книг, изданных в 1743—1778 годах. Ещё у его современников авторство большинства этих книг вызывало сомнения.

## Творчество
Наиболее заметны два произведения Морелли. В 1753 году Морелли опубликовал сочинение «Базилиада, или Кораблекрушение у плавучих островов» (фр. La Basiliade ou le Naufrage des îles flottantes), в которой изображён утопический коммунизм. В основу книги положены особенности развития и функционирования империи Инков, которую Луи Боден называл «социалистической империей». В ответ на её критику в 1755 году Морелли выступил с трактатом «Кодекс природы, или Подлинный дух её законов» (фр. Code de La Nature ou le véritable Esprit de ses Loix), где подробно обосновывал свою позицию (этот трактат современники приписывали более известным мыслителям Просвещения — Дидро, Туссену, Лабомелю).
В согласии с идеями Руссо Морелли полагал, что по природному установлению человек добр, но испорчен частной собственностью. В обществе будущего, писал Морелли, «ничто не будет принадлежать никому — кроме предметов, которыми человек непосредственно пользуется в данный момент для своих потребностей, удовольствий, повседневной работы. Каждый гражданин будет вносить свой личный вклад в деятельность сообщества (коммуны) в соответствии со своими способностями, своим дарованием и своим возрастом». Существует точка зрения, что именно к этому пассажу Морелли восходит лозунг «Каждый по способностям, каждому по потребностям», сформулированный Карлом Марксом.
При этом фактически Морелли описывал модель уравнительного коммунизма в форме гигантской централизованной коммуны, где производство и распределение подчинены единому плану. Он считал, что в обществе, живущем по повелениям природы и разума, не должно быть частной собственности, обеспечивается «право на существование» и «право на труд», все граждане обязаны трудиться.
Энгельс в «Анти-Дюринге» писал, что Мабли и Морелли создали «прямо коммунистические теории».

## Сочинения
- Кодекс природы